# Aeroportul Comodoro P. Zanni
Aeroportul Comodoro P. Zanni (IATA: PEH, ICAO: SAZP) este un aeroport din Buenos Aires, Argentina ce deservește zona Pehuajó.
Situat la o altitudine de 84 m, aeroportul dispune de o singură pistă.